# Zeď komunardů
Zeď komunardů (francouzsky Mur des Fédérés, tj. Zeď spojenců) je památník v Paříži na hřbitově Père Lachaise, který připomíná místo posledních bojů Pařížské komuny. Zeď se nachází v jihovýchodní části hřbitova v 97. oddělení a je od roku 1983 spolu s dalšími částmi hřbitova chráněná jako historická památka. Zeď je pro francouzskou levici symbolem boje za svobodu národa a proti státní represi.

## Historie
Na konci Pařížské komuny se poslední komunardi opevnili na hřbitově, kde po čtyři dny vzdorovali vládnímu vojsku. Poté bylo u zdi v jihovýchodním cípu hřbitova dne 28. května 1871 postříleno 147 přeživších zajatců a pohřbeno do hromadného hrobu u zdi.
První demonstrace se u Zdi komunardů konala už 23. května 1880 a zúčastnilo se 25 000 lidí, kteří byli rozehnáni policií. O dva měsíce později byli přeživší komunardi amnestováni. Od té doby se na tomto symbolickém místě koná každý rok v posledním květnovém týdnu vzpomínková demonstrace.

## Externí odkazy

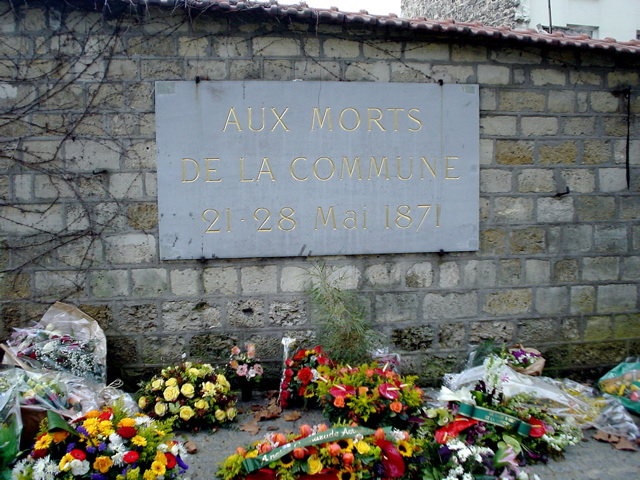
Pamětní deska na zdi